# Edward D. Blodgett
Pour les articles homonymes, voir Blodgett.
Edward Dickinson Blodgett (né le 26 février 1935 à Philadelphie et mort le 15 novembre 2018 à South Surrey en Colombie-Britannique) est un poète, critique littéraire et traducteur canadien. 

## Biographie
Edward D. Blodgett étudie au Amherst College (BA, 1956), à l'Université du Minnesota (MA, 1961) ainsi qu'à l'Université Rutgers (PhD, 1969). Depuis 1966, il enseigne la littérature comparée à l'Université de l'Alberta.
En tant qu'intellectuel et critique littéraire, il a beaucoup écrit sur la littérature canadienne et sur la littérature médiévale. Toutefois, sa vocation principale était la poésie. Il a notamment écrit près de trente recueils. « Sa poésie se caractérise par un style dense, allusif et intertextuel. Mettant l'accent sur le langage et le classicisme auto-référentiel ». 
En 1986, il est nommé membre de la Société royale du Canada. Il est cofondateur de la Writers Guild of Alberta, un organisme qui a la mission de venir en aide aux écrivain·es albertain·es et de faire fleurir la culture. Il a également été écrivain en résidence à l'Université MacEwan en 2004. Il a occupé la chaire de recherche Louise Desrochers. De 2007 à 2009, il est nommé poète officiel d'Edmonton. En 2011, il est intronisé au Temple de la renommé des arts et de la culture de la ville d'Edmonton.  À sa retraite, il est nommé professeur émérite.
En plus d'avoir une carrière prolifique dans le milieu littéraire, il s'est impliqué dans le milieu musical. En effet, il chanté dans plusieurs chorales, notamment dans les Richard Eaton Singers et joué du luth médiéval.
Plus tard, il déménage à South Surrey où il passera le reste de ses jours.

## Œuvre

### Poésie
- Take away the names, Toronto, Coach House Press, 1975, 76 p.[4]
- Sounding, Edmonton, The Frog Press, 1977, 60 p.  (ISBN 9780889670532)
- Beast Gate, Edmonton, NeWest Press, 1980,  (ISBN 9780920316443)
- Arché/Elegies, Edmonton, Longspoon Press, 1983, 61 p.  (ISBN 9780919285200)
- Musical Offering, Toronto, Coach House Press, 1986, 107 p.  (ISBN 9780889103320)
- Da Capo, Edmonton, NeWest Press, 1990, 247 p.  (ISBN 9780920897867)
- Apostrophes : Woman at a piano, Ottawa, Buschek Books, 1996, 72 p.  (ISBN 9780969990406)
- Apostrophes II : Through you I, Edmonton, University of Alberta Press, 1997, 74 p.  (ISBN 9780888643049)
- Apostrophes III : Alone upon the earth, Edmonton, University of Alberta Press, 1999, 72 p.  (ISBN 9780969990475)
- Apostrophes IV : Speaking you is holiness, Edmonton, University of Alberta Press, 2000, 67 p.  (ISBN 9780888643520)
- An Ark of Koans, Edmonton, University of Alberta Press, 2003, 68 p.  (ISBN 9780888644046)
- Apostrophes V : Never Born except within the Other, Ottawa, Buschek Books, 2003, 13 p.  (ISBN 9781894543132)
- Apostrophes VI : Open the grass, Edmonton, University of Alberta Press, 2004, 69 p.  (ISBN 9780888644206)
- Elegy, Edmonton, University of Alberta Press, 2005, 83 p.  (ISBN 9780888644503)
- In the Heart of the Wood, traduit par Jacques Brault, Vancouver, Éditions Lucie Lambert, 2005, n.p.  (ISBN 9782980812309)
- Practices of Eternity, Ottawa, Buschek Books, 2005, 79 p.  (ISBN 9781894543293)
- Le poème invisible (The invisible poem), Montréal, Éditions du Noroît, 2008, 83 p.  (ISBN 9782890186231)
- Poems for a Small Park, Edmonton, Au Press, 2008, 57 p.  (ISBN 9781897425336)
- A Pirouette and Gone, Ottawa, Buschek Books, 2010, 71 p.  (ISBN 9781894543606)
- Praha, Edmonton, Au Press, 2011, 146 p.  (ISBN 9781926836140)
- Apostrophes VII : Sleep, You, a Tree, Edmonton, University of Alberta Press, 2011, 88 p.  (ISBN 9780888645548)
- Phrases, Montréal, Éditions du Noroît, 2012, 118 p.  (ISBN 9782890187504)
- As if, Edmonton, University of Alberta Press, 2014, 21 p.  (ISBN 9780888648242)
- Horizons, Saint-Boniface, Les Éditions du blé, 2016, n.p.  (ISBN 9782924378410)
- Songs for dead children, Edmonton, University of Alberta Press, 2018, 67 p.  (ISBN 9781772123692)
- Apostrophes VIII : Nothing is but You and I, Edmonton, University of Alberta Press, 2019, 68 p.  (ISBN 9781772124514)

### Essais
- Configuration. Essays in the Canadian literatures, Toronto, ECW Press, 1982, 223 p.  (ISBN 9780920802564)
- D. G. Jones and his Works, Toronto, ECW Press, 1984, 46 p.  (ISBN 9780920802922)
- The Love Songs of the Carmina Burana (avec Roy Arthur Swanson), London, Routledge, 1987, 404 p.  (ISBN 0367149087)
- Alice Munro, Boston, Twayne, 1988, 179 p.  (ISBN 9780805782325)
- Romance of Flamenca, New York, Garland, 1995, 443 p.  (ISBN 9780824051693)
- Five-part invention : a history of literary history in Canada, Toronto, University of Toronto Press, 2004, 371 p.  (ISBN 9780802038159)

### Traductions
- Jacques Brault, Transfiguration, Montréal, Éditions du Noroît ; Québec, Buschek Books, 1998, 85 p.  (ISBN 9782890184183)

## Prix et honneurs
- 1986 : Nommé membre de la Société royale du Canada[3]
- 1996 : Prix du gouverneur général (pour Apostrophes : woman at a piano)[5]
- 1998 : Prix du gouverneur général de traduction (pour Transfiguration de Jacques Brault)
- 2007-2009 : Nommé Poète officiel d'Edmonton[3]
- 2011 : Intronisé au Temple de la renommé des arts et de la culture de la ville d'Edmonton[3]